# Greek
Greek (ou GRΣΣK) é uma série estado-unidense produzida pela ABC Family de 2007 a 2011, baseada no filme Animal House (1978), foi exibida no Brasil pela Universal Channel desde 19 de março de 2008.
Ambientada no campus de uma faculdade na fictícia cidade de Cyprus-Rhodes, a série de comédia mostra o dia a dia dos alunos, frequentadores ou não de fraternidades. As fraternidades gregas são grandes casas dentro do campus, sendo as pessoas pertencentes minuciosamente selecionadas, algo bastante comum nos Estados Unidos.
Em 19 de fevereiro de 2010, foi anunciado que Greek havia sido renovada para uma quarta e última temporada, que estreou em 3 de janeiro de 2011. O final da série foi ao ar em 7 de março de 2011. A quarta e última temporada da série foi promovido como o Greek: The Final Semester (O Último Semestre).

## Personagens principais
- Casey (Spencer Grammer) - Casey é uma típica garota de fraternidade, loira, ambiciosa e que fará todo o possível para atingir seus objetivos, como, por exemplo, ser presidente de sua fraternidade, a Zeta Beta Zeta. Ao passar da série pode-se notar que é uma boa garota. Ela namora Evan Chambers o rapaz mais popular do Campus. Porém, ao longo da série, ela verá que a vida não é tão fácil quanto vestir roupas caras e namorar o cara mais lindo do campus.

- Rusty (Jacob Zachar) - Rusty, irmão de Casey, é um nerd que decide entrar para uma fraternidade, a fim de esquecer seu passado e se divertir na faculdade. Rusty ganha o apelido de Cuspidor (Spitter), pois na primeira vez em que ele ingere bebida alcoólica acaba cuspindo tudo em uma garota.

- Cappie (Scott Michael Foster) - Cappie sabe como curtir a vida, ele é o presidente da Kappa Tau Gamma e ex-namorado de Casey. O nome verdadeiro de Cappie é  descoberto no último episódio da quarta temporada da serie. Cappie se aventurou em tantas matérias que se formou por acidente e por conta disso ficamos sabendo seu verdadeiro nome. Ele adota Rusty como seu "irmão mais novo".

- Evan (Jake McDorman) - Evan é rico, poderoso, lindo e tem a namorada perfeita, o que mais ele poderia querer, certo? Mas, apesar das aparências, o menino de ouro tem seus conflitos pessoais. Seu maior desafeto é Cappie, será somente pelo fato do presidente da Kappa Tau ser ex de Casey?

- Ashleigh (Amber Stevens) - Ashleigh é a melhor amiga de Casey. Ela possui um relacionamento de anos com Travis, um enjoadinho, mas está começando a se cansar dele. Ashleigh é meiga, divertida, meio atrapalhada e adora uma festa.

- Calvin (Paul James) - Calvin entra para a Omega Chi Delta, fraternidade de Evan, para agradar o pai. Ele tem medo de revelar aos amigos de fraternidade que é gay por receio do que lhe aconteceu no 2º grau, quando contou a todos e estes passaram a tratá-lo de modo diferente. Calvin acaba se tornando grande amigo de Rusty. Se envolve com Heath (Zack Lively)e com Michael (professor de francês da UCR).

- Rebecca (Dilshad Vadsaria) - Rebecca Logan é a disputada filha de um senador, todas as fraternidades a veem como um troféu. Ela e Casey têm uma desavença logo de cara, pois Rebecca é flagrada com Evan, criando uma relação de inimizade entre as duas.

- Frannie (Tiffany Dupont) - Frannie é a presidente da Zeta Beta Zeta e irmã mais velha de Casey na fraternidade, sua mentora. Ela é manipuladora, poderosa e não mede esforços para ter o que deseja.

- Dale (Clark Duke) - Dale é o companheiro de quarto de Rusty. Ele é um nerd de engenharia que tem aversão à ideia do sistema grego de fraternidades. Dale vê o mundo em preto e branco e para ele não há meios termos. Ele é muito religioso.

- Max (Michael Rady) - Max é o novo RA (Resident Advicer, conselheiro residencial em português) do andar de engenharia. Já trabalhou para a NASA. Teve uma namorada que morreu de câncer. Namorou com a Casey durente 2ª temporada. Aparece somente a partir da 2ª temporada, saindo na terceira.

- Andy (Jesse McCartney) - Andy foi o melhor jogador de futebol americano da sua escola no ensino médio, e chega a Cyprus-Rhodes sendo amigo de Calvin. Evan tenta forçar Calvin a convencer Andy a se juntar aos Omega Chi's, porém ele decide se tornar um Kappa Tau. É o candidato do Rusty. Aparece a partir da segunda temporada.

- Heath (Zack Lively) - É Kappa Tau e o primeiro relacionamento de Calvin.

- Beaver (Aaron Hill) - Grande amigo de todos da fraternidade, assim como os Kappa's Tau é engraçado, divertido e um pouco atrapalhado.

## Personagens e Elenco
Elenco Regular
- Casey - Spencer Grammer (1ª,2ª, 3ª e 4ª Temporada)
- Rusty - Jacob Zachar (1ª,2ª, 3ª e 4ª Temporada)
- Cappie - Scott Michael Foster (1ª,2ª, 3ª e 4ª Temporada)
- Evan - Jake McDorman (1ª,2ª, 3ª e 4ª Temporada)
- Ashleigh - Amber Stevens (1ª,2ª, 3ª e 4ª Temporada)
- Calvin - Paul James (1ª,2ª, 3ª e 4ª Temporada)
- Rebecca - Dilshad Vadsaria (1ª,2ª, 3ª e 4ª Temporada)
- Dale - Clark Duke (1ª,2ª, 3ª e 4ª Temporada)
- Heath - Zack Lively (1ª,2ª, 3ª e 4ª Temporada)
- Beaver - Aaron Hill (1ª,2ª, 3ª e 4ª Temporada)
- Wade - Derek Mio (1ª,2ª, 3ª e 4ª Temporada)
- Frannie - Tiffany Dupont (1ª, 2ª e episódio 9 da 4ª Temporada)

Elenco Recorrente
- Max - Michael Rady (2ª Temporada)
- Andy - Jesse McCartney (Metade da 2ª Temporada)
- Grant - Gregory Michael (3ª Temporada)
- Jordan - Johanna Braddy (2ª e 3ª Temporada)
- Tegan Walker - Charisma Carpenter (1ª, 2ª e episódio 2 da 4ª Temporada)
- Jen K - Jessica Lee Rose (1ª, 2ª e último episódio da 4ª Temporada)
- Fisher - Andrew J. West (2ª e 3ª Temporada)
- Michael - Max Greenfield (1ª e 2ª temporadaTemporada)

## Episódios
| Epi # | Título Original                | Título Original                       | Título Original                           | Título Original             |
| Epi # | 1ª Temporada (2007-08)         | 2ª Temporada (2008-09)                | 3ª Temporada (2009-10)                    | 4ª Temporada [Final] (2011) |
| ----- | ------------------------------ | ------------------------------------- | ----------------------------------------- | --------------------------- |
| 1     | Pilot                          | Brothers and Sisters                  | The Day After                             | Defending Your Honor        |
| 2     | Hazed and Confused             | Crush Landing                         | Our Fathers                               | Fools Rush In               |
| 3     | The Rusty Nail                 | Let's Make a Deal                     | The Half-Naked Gun                        | Cross Examined Life         |
| 4     | Picking Teams                  | Gays, Ghosts and Gamma Rays           | High and Dry                              | All About Beav              |
| 5     | Liquid Courage                 | Pledge Allegiance                     | Down on Your Luck                         | Home Coming and Going       |
| 6     | Friday Night Frights           | See You Next Time, Sisters            | Lost and Founders                         | Fumble                      |
| 7     | Multiple Choice                | Formally Yours                        | The Dork Knight                           | Midnight Clear              |
| 8     | Separation Anxiety             | The Popular Vote                      | Fight the Power                           | Subclass Plagiostomi        |
| 9     | Depth Perception               | Three's A Crowd                       | The Wish-Pretzel                          | Agents for Change           |
| 10    | Black, White and Read All Over | Hell Week                             | Friend or Foe                             | Legacy (Series Finale)      |
| 11    | A New Normal                   | Take Me Home, Cyprus-Rhodes           | I Know What You Did Last Semester         |                             |
| 12    | The Great Cappie               | From Rushing with Love                | Pride & Punishment                        |                             |
| 13    | Highway To The Discomfort Zone | Engendered Species                    | Take Me Out                               |                             |
| 14    | War and Peace                  | Big Littles & Jumbo Shrimp            | The Tortoise and the Hair                 |                             |
| 15    | Freshman Daze                  | Evasive Actions                       | Love, Actually, Possibly, Maybe... Or Not |                             |
| 16    | Move On. Cartwrights           | Dearly Beloved                        | Your Friends and Neighbors                |                             |
| 17    | 47 Hours & 11 Minutes          | Guilty Treasures                      | The Big Easy Does It                      |                             |
| 18    | Mister Purr-fect               | Divine Secrets and the ZBZ Sisterhood | Camp Buy Me Love                          |                             |
| 19    | No Campus for Old Rules        | Social Studies                        | The First Last                            |                             |
| 20    | A Tale of Two Parties          | Isn't It Bro-mantic                   | All Children...Grow Up                    |                             |
| 21    | Barely Legal                   | Tailgate Expectation                  |                                           |                             |
| 22    | Spring Broke                   | At World's End                        |                                           |                             |
|       |                                |                                       |                                           |                             |

## Fraternidades/Irmandades
- Kappa Tau Gamma (ΚΤΓ) - Presidente: Cappie[Todas as Temporadas],Rusty[último episódio-]

- Omega Chi Delta (ΩΧΔ) - Presidente: Dinno ( 1ª temporada a 7º ep. da 2ª temporada) Evan(3ª temporada), Calvin (atual), Trip(alguns episodios da 4ª temporada).

- Zeta Beta Zeta (ΖΒΖ) - Presidente: Frannie (Epis.01 Temp.01 - Epis.10 Temp.01); Casey (nomeada após a saída de Frannie (Epis.10 Temp.01 - Epis.08 Temp.02; Ashleigh (Epis.08 Temp.022 - Epis.20 Temp.03); Rebecca (4ª Temporada).

- Gamma Psi Alpha (ΓΨA) - Presidente: Natalie

- Lambda Sigma Omega (ΛΣΩ) - Presidente: Unknown

- Iota Kappa Iota (IKI) - Presidente: Frannie (Epis.10 Temp.02)